# 稲葉正恒
稲葉 正恒（いなば まさつね）は、山城淀藩の第3代藩主。正成系稲葉家宗家7代。官位はなし。通称は平佐衛門、玄蕃。

## 経歴
淀藩稲葉家分家の7000石の大身旗本である稲葉正倚（稲葉正則の次男）の三男。正室は毛利元次の娘。
正徳4年（1714年）11月25日、実父正倚の死去により、旗本稲葉家の家督を継ぎ、寄合に所属する。旗本稲葉家は常陸国新沼郡内なとで7000石を支配していた。享保元年（1716年）8月9日、将軍徳川吉宗に御目見する。
享保15年（1730年）1月14日、本家の先代藩主稲葉正任が早世したため、末期養子としてその跡を継いだ。旗本稲葉家は絶家となった。同年3月24日、25歳で死去した。家督は叔父の稲葉正直の家督2000石を継いでいた正親が継いだ。法号は剛節院。墓所は東京都墨田区向島の弘福寺。

## 系譜
父母
- 稲葉正倚（実父）
- 稲葉正任（養父）

正室
- 毛利元次の娘

養子
- 稲葉正親 - 大田原晴川の子